# Clarabella (chanson)
Clarabella est une chanson pop composée par Frank Pingatore et enregistrée en 1956 par The Jodimars (en), groupe formé d'anciens membres de Bill Haley & His Comets.

## Historique
À la suite d'une dispute au sujet de leurs rémunération, les musiciens des Comets, le saxophoniste Joey Ambrose (Joey D'Ambrosia), le batteur Dick Bocelli et le contrebassiste Marshall Lytle, quittent le groupe de Haley et forment, en 1955, « The Jodimars ». Le nom est formé des premières syllabes des prénoms des membres fondateurs. Le groupe sera actif jusqu'en 1958.
Chanté par Lytle, Clarabella, leur cinquième 45 tours, est sorti en novembre 1956 mais n'a pas connu beaucoup de succès. L'instrumental Midnight, aussi écrit par Pingatore, se trouvait sur la face B de ce single. Toujours à l'affût de chansons méconnues, Clarabella sera reprise en spectacle par les Beatles avec un rythme plus rapide.

## Reprises

### The Beatles
Pistes inédites de Live at the BBC
Soldier of Love I'm Gonna Sit Right Down and Cry
Clarabella a été enregistrée par les Beatles dans le studio de la BBC à Maida Vale, le 2 juillet 1963, pour l'émission de radio Pop Go the Beatles (en), diffusée  le 16 du même mois. En 1994, elle a été incluse dans la compilation Live at the BBC.

#### Personnel
- Paul McCartney – chant, guitare basse
- John Lennon – harmonica, guitare rythmique
- George Harrison – guitare solo
- Ringo Starr – batterie[5]

### Autres versions
Billy Preston, qui allait, en 1969, travailler avec les Beatles, l'a interprété pour un épisode de l'émission musicale américaine Shindig! (en) en 1965.
The White Stripes enregistrent sur scène à Détroit, en 2003, une prestation de la chanson, en « medley » avec Skinny Jim d'Eddie Cochran, qui sera publiée sur le bootleg The Legendary Lost Tapes.